# Ghasaros Sarjan

Ghasaros Sarjan 1995

Ghasaros (Lazarus) Sarjan (armenisch Ղազարոս Սարյան, russisch Лазарь Мартиросович Сарьян, auch Lazar Martirosi Saryan; * 30. September 1920 in Rostow am Don; † 27. Mai 1998 in Jerewan) war ein armenisch-sowjetischer Komponist. 

## Leben
Ghasaros Sarjan, Sohn des Malers Martiros Sarjan und Enkel des Schriftstellers Ghasaros Aghajan, wuchs in Jerewan auf, dorthin war seine Familie bereits 1921 gezogen. Er besuchte zunächst die nach Aleksandr Spendiarjan benannte Musikfachschule und studierte von 1934 bis 1938 am Konservatorium Jerewan Komposition bei Sargis Barchudarjan und Vardges Talyan. Danach setzte er in Moskau seine Studien am Gnessin-Institut bei Wissarion Schebalin fort. Während des Zweiten Weltkriegs diente er von 1941 bis 1945 in der Roten Armee. Es folgte ein Kompositionsstudium am Moskauer Konservatorium bei Dmitri Kabalewski, Dmitri Schostakowitsch und Anatoli Alexandrow, das er 1950 abschloss. Im selben Jahr ging er zurück nach Jerewan und lehrte dort selbst am Konservatorium Komposition und Orchestrierung. 1955/1956 amtierte er als Vorsitzender des Armenischen Komponistenverbands. Von 1960 bis 1986 war er Rektor des Konservatoriums. Zusammen mit Komponisten seiner Generation – Alexander Arutjunjan, Arno Babadschanjan, Eduard Mirsojan und Adam Chudojan – bildete Sarjan einen fünfköpfigen Kreis, der sich, analog zur Gruppe der Fünf um Balakirew, das armenische Mächtige Häuflein (russisch Армянская Могучая кучка) nannte. Zu seinen Schülern zählten Komponisten wie Tigran Mansurjan, Vartan Adschemian und Ruben Sargsjan.

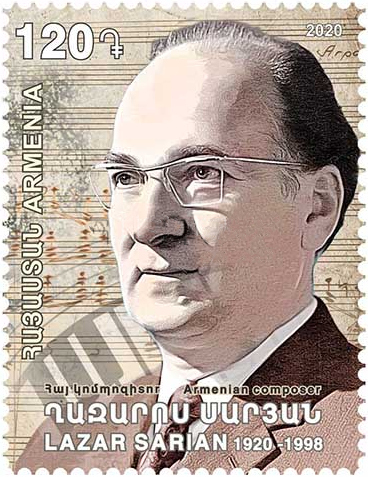
Sonderbriefmarke der armenischen Post zum 100. Geburtstag (2020)

## Auszeichnungen
1972 wurde Sarjan mit dem Titel Volkskünstler der Armenischen SSR, 1983 mit dem Armenischen Staatspreis und 1990 mit dem Titel Volkskünstler der UdSSR ausgezeichnet. Anlässlich des 100. Geburtstages veröffentlichte die armenische Postverwaltung 2020 eine Sonderbriefmarke.

## Stil
Sarjan komponierte sinfonische Musik, Orchester-, Vokalwerke, Kammermusik, Lieder, Romanzen und Filmmusik. Sein Stil wird häufig als farbig und bildkräftig beschrieben. In seinen Werken vereinigte er Elemente des Impressionismus und der Moderne, u. a. von Ravel, Chatschaturjan und Schostakowitsch, mit Einflüssen aus der armenischen Volksmusik. Beispielhaft zeigte Saryan dies in seinem sinfonischen Gemälde Armenien, inspiriert von einem Bilderzyklus seines Vaters. Neben anderen Werken wurde vor allem dieses auch in Westeuropa aufgeführt, u. a. von Pierre Boulez 1991 in Metz. Mit seiner Sinfonie (1980), in der Schlagzeugpassagen und Clustertechniken eine Rolle spielen, rückte Sarjan in die Nähe der damaligen sowjetischen Avantgarde – Valery Gergiev spielte das Werk 2007 auf CD ein.

## Werke (Auswahl)

### Orchester
- Sinfonische Bilder (1956)
- Adagio und Tanz für Streicher (1957)
- Festliche Ouvertüre (1957)
- Serenade (1959)
- Sinfonisches Gemälde „Armenien“ (1966)
- Violinkonzert (1972)
- Konzert für Streicher und Orchester (1973)
- Sinfonie (1980)
- Choreographische Komposition (1987)
- Passacaglia (1994)
- Fanfaren (1996)
- Andante und Presto für Violine und Kammerorchester (1997)

### Vokalwerke
- Sowjetisches Armenien für Solisten und Chor (1950)
- Tag des Friedens für Chor und Orchester (1953)

### Kammermusik
- Cellosonate Nr. 1 (1948)
- Streichquartett Nr. 1 (1949)
- Streichquartett Nr. 2 (1986)
- Cellosonate Nr. 2 (1989)

### Klavier
- Großvaters Uhr (1970)
- Drei Postludien (1980)

### Filmmusik
- Die Gefangenen der Pantherschlucht (1956)
- Das Lied der ersten Liebe (1958), zusammen mit Arno Babadschanjan